# Oded Kotler
Oded Kotler, hebr. עודד קוטלר (ur. 5 maja 1937 w Tel Awiwie) – izraelski aktor filmowy, teatralny i telewizyjny, zajmujący się również reżyserią teatralną. Laureat nagrody dla najlepszego aktora na 20. MFF w Cannes za rolę w filmie Trzy dni i dziecko (1967) w reżyserii Uriego Zohara. W 1980 założył Festiwal Izraelskiego Teatru Alternatywnego w Akce.